# Стефан Тейтур Тордарсон
Стефан Тейтур Тордарсон (ісл. Stefán Teitur Þórðarson, 16 жовтня 1998, Акранес) — ісландський футболіст, центральний півзахисник клубу «Сількеборг» та збірної Ісландії.

## Клубна кар'єра
Стефан Тейтур Тордарсон народився в Акранесі в Ісландії. Є вихованецем клубу зі свого рідного міста «Акранес», де і розпочав грати на дорослому рівні.
2 жовтня 2020 року він риєднався до данського «Сількеборга», який тоді грав у другому дивізіоні країни. Перший матч за клуб зіграв 22 жовтня 2020 року в чемпіонаті проти «Віборга» (1:2) і за підсумками сезону 2020/21 допоміг команді посісти перше місце та вийти до вищого дивізіону.
Він зіграв свій перший матч у данській Суперлізі 11 серпня 2021 року проти «Ольборга» (0:0), а 3 жовтня забив свій перший гол у вищому дивізіоні Данії в грі проти «Нордшелланда» (4-1). Дебютуючи в еліті данського футболу, він справив хороше враження, як і його команда, посівши сходу третє місце. Тоді його тренер Кент Нільсен покладав на нього великі надії.
6 жовтня 2022 року ісландець відзначився голом у матчі групового етапу Ліги конференцій 2022/23 проти бухарестського «Стяуа» (5:0). А рівно через рік у цей же день, 6 жовтня 2023 року, Тордарсон відзначився трьома голами під час матчу чемпіонату проти «Люнгбю», зробивши свій перший хет-трик за «Сількеборг». Вийшовши в стартовому складі, він забив три м'ячі за 23 хвилини гри і зробив свій внесок у перемогу своєї команди з рахунком 5:0.

## Виступи у збірній
9 січня 2020 року Стефан Тейтур Тордарсон вперше був викликаний до національної збірної Ісландії, де дебютував 16 січня в товариському матчі проти Канади. Він вийшов на поле замість Арона Еліса Траундарсона, і допоміг своїй команді перемогти 1:0.
11 жовтня 2021 року Тордарсон вперше вийшов у стартовому складі Ісландії проти Ліхтенштейну під час відбіркового матчу до ЧС-2022. Того дня він відзначився, забивши свій перший гол за збірну і допоміг своїй команді розгромити суперника з рахунком 4:0.

## Особисте життя
Штефан Тейтур Тордарсон походить із футбольної родини, його батько Тордур Тордарсон також футболістом і грав на позиції воротаря, зігравши втому числі один матч за збірну. Його дядько Стефан Тор Тортарсон також був футболістом і гравцем збірної Ісландії. Ряд інших більш дальніх родичів Стефана також були ісландськими футболістами і багато хто представляв країну на міжнародному рівні/

## Титули і досягнення
- Володар Кубка Данії (1):

«Сількеборг»: 2023–24